# Timmy the Turtle
Timmy the Turtle is een single van de Amerikaanse punkband NOFX. De single werd uitgegeven op 18 mei 1999 door Fat Wreck Chords.
Het titelnummer is van een opnamesessie voor het studioalbum So Long and Thanks for All the Shoes. De oplage van dit album is beperkt tot 9.499 exemplaren, gedrukt op groen vinyl.

## Nummers
1. "Timmy the Turtle"
2. "The Plan"

## Band
- Fat Mike - basgitaar, zang
- El Hefe - gitaar, zang
- Eric Melvin - gitaar
- Erik Sandin - drums